# 3364 Zdenka
A 3364 Zdenka (ideiglenes jelöléssel 1984 GF) a Naprendszer kisbolygóövében található aszteroida. Antonín Mrkos fedezte fel 1984. április 5-én.